# باشگاه فوتبال ویزلا
باشگاه فوتبال ویزلا (به پرتغالی: Futebol Clube de Vizela) یک باشگاه فوتبال پرتغالی است که در شهر ویزلا، منطقه براگا واقع شده‌است. این باشگاه در سال ۱۹۳۹ تأسیس گردیده‌است و هم‌اکنون در لیگ برتر فوتبال پرتغال، بالاترین سطح از لیگ‌های فوتبال پرتغال رقابت می‌کند.

## تاریخچه
ویزلا در ۱ اوت ۱۹۴۰ به اتحادیه فوتبال براگا پیوست. بیست و شش سال بعد، اولین جام با فتح Taça de Campeão Nacional پس از پیروزی مقابل Tramagal Sport União کسب شد.
این باشگاه اکثریت قریب به اتفاق سالهای اولیه خود را در کمپئوناتو پرتغال (سطح چهارم فوتبال پرتغال) گذراند.
در سال ۱۹۸۴، ویزلا برای اولین بار در تاریخ خود به لیگ برتر فوتبال پرتغال (سطح اول فوتبال پرتغال) صعود کرد، اما این دوره فقط یک فصل به طول انجامید و باشگاه در رده آخر قرار گرفت و مجدداً سقوط کرد.
اندکی بعد، تیم دوباره در سطح سوم قرار گرفت و تنها در دهه ۲۰۰۰ بازگشت.
باز هم در سطح دوم فوتبال پرتغال، ویزلا در فصل ۲۰۰۸–۲۰۰۷ سوم شد و تنها یک امتیاز تا صعود فاصله داشت.
در سال بعد، در جایگاه دهم به پایان رسید، اما به دلیل رسوایی آپیتو دورادو سقوط کرد. برای چندین سال، باشگاه به عنوان تیم دوم و پرورش بازیکن باشگاه فوتبال براگا عمل کرد.
در مه ۲۰۲۱، این باشگاه در رده دوم لیگ دوم پرتغال ۲۰۲۰–۲۰۲۱ قرار گرفت تا پس از ۳۶ سال غیبت، برای اولین بار در تاریخ باشگاه از سال ۱۹۸۵ به لیگ برتر صعود کند.